# Gold Diggers of Broadway
Pour plus de détails, voir Fiche technique et Distribution.
Gold Diggers of Broadway est un film américain réalisé par Roy Del Ruth, sorti en 1929.

## Synopsis
Le film s'ouvre sur un public regardant un somptueux spectacle de Broadway, qui met en vedette un numéro de production d'une mine d'or géante. Le célèbre guitariste Nick Lucas chante tandis que sur scène descends un immense soleil tournant art déco du plafond. Pendant ce temps, dans les coulisses, la star de la soirée se bat pour Nick avec une autre fille. Un groupe de filles de chœur est également présent. Ils sont tous à la recherche d'amour et d'argent, mais ne savent pas ce qui est le plus important des deux. Ils sont alors visités par une ancienne star qui est désormais réduite à vendre du savon cosmétique. Elles bavardent toutes sur la façon dont elles veulent un homme avec beaucoup d'argent. Plus tard, on découvre un homme d'affaires, Stephen Lee, qui interdit avec colère à son neveu Wally d'épouser Violet, l'une des showgirls. Blake, son ami avocat, lui conseille de se lier d'amitié avec la showgirl avant de prendre une décision. Les showgirls sont des amies qui restent ensemble et la fille la plus bruyante du groupe, Mabel, tourne la tête à Blake, qui l'appelle ma chérie et en lui chantant une chanson.
Ce soir-là, ils visitent tous une immense discothèque et Mabel se retrouve sur une table en chantant une autre chanson à Blake, avant de sauter sur ses genoux. Jerry invite alors le groupe dans son appartement et  tout le monde se saoule, tandis qu'Ann Pennington danse sur la table de la cuisine et que Lee décide qu'il va aimer ces showgirls. Blake lui dit qu'il perd la tête. Les complications arrivent rapidement après un jeu lorsque Blake et Lee tombent sous le charme de Mabel et Jerry. La fête se termine avec Lucas qui chante et Jerry tente de récupérer Lee après que tout le monde soit parti. Elle le saoule encore plus en lui donnant ses propres boissons quand il ne regarde pas dans son verre par transvasement. Son objectif est d'amener Lee à accepter de permettre à Wally de se marier. Pour ce faire, elle ment et est montrée par sa propre mère, qui les retrouve accidentellement ensemble.
Le lendemain matin, Jerry se sent déshonoré alors que Mabel a reçu une réplique supplémentaire pour le spectacle mais n'arrive pas à trouver les mots justes. Lucas est réprimandé pour avoir chanté de mauvaises chansons et chante un autre et Ann se fait mal à l'oeil après s'être battu avec bat avec une autre showgirl. Jerry est invitée à prendre sa place en tant que vedette de la représentation du soir même et Mabel reçoit une proposition de mariage de Blake, mais s'inquiète pour sa réplique supplémentaire.
Le spectacle démarre avec Nick Lucas qui entame une chanson avec un orchestre complet dans une immense décors qui dépeint des tulipes dans une gigantesque serre. Durant ce temps, dans les coulisses, l'oncle Steve revient donner son consentement à son neveu et dire à Jerry qu'il veut l'épouser. La finale commence avec Jerry à la tête dans un immense décor art déco de Paris à la nuit tombé. Divers acrobates et filles de l'air jonchent la scène alors que toutes les chansons sont reprises dans un numéro de production fastueux et somptueux. Tout à la fin du numéro tandis que le public est hypnotisé, Jerry balaye le milieu des comédiens alors que la musique atteint son paroxysme et Mabel récite alors sa  fameuse réplique mais oublie la fin.

## Fiche technique
- Titre : Gold Diggers of Broadway
- Réalisation : Roy Del Ruth
- Scénario : Robert Lord et De Leon Anthony, d'après la pièce The Gold Digger d'Avery Hopwood
- Musique : David Mendoza et Alois Reiser
- Photographie : Barney McGill et Ray Rennahan
- Photographie de seconde équipe : Paul Ivano (non crédité)
- Montage : William Holmes
- Pays de production : États-Unis
- Format : Couleurs - 1,37:1 - Mono
- Genre : Film musical, comédie
- Durée : 101 minutes
- Date de sortie : 1929

## Distribution
- Nancy Welford : Jerry
- Conway Tearle : Stephen Lee
- Winnie Lightner : Mabel
- Ann Pennington : Ann Collins
- Lilyan Tashman : Eleanor
- William Bakewell : Wally
- Helen Foster : Violet
- Julia Swayne Gordon : Cissy Gray
- Neely Edwards : Régisseur
- Armand Kaliz : Barney Barnett
- Lee Moran : Directeur de danse